# Trudoliubivka, Șîroke
Trudoliubivka (în ucraineană Трудолюбівка) este un sat în comuna Rozî Liuksemburh din raionul Șîroke, regiunea Dnipropetrovsk, Ucraina.

## Demografie
Componența lingvistică a localității Trudoliubivka
     Ucraineană (85,29%)
     Rusă (11,03%)
     Belarusă (3,68%)
Conform recensământului din 2001, majoritatea populației localității Trudoliubivka era vorbitoare de ucraineană (85,29%), existând în minoritate și vorbitori de rusă (11,03%) și belarusă (3,68%).